# ژاک کوپو
ژاک کوپو (به فرانسوی: Jacques Copeau) کارگردان، بازیگر، تهیه‌کننده و نمایشنامه‌نویس تأثیرگذار تئاتر فرانسه است. او پیش از آنکه Théâtre du Vieux-Colombier را در پاریس پایه‌گذاری کند، مقالات متعددی را برای نشریات پاریسی نگاشته بود. همچنین در آن زمان در گالری جرج پتیت کار می‌کرد و هنرمندان را در اجرای نمایشگاه هایشان یاری می‌کرد. همچنین در سال ۱۹۰۹ نشریه نقد جدید فرانسه را با کمک دوستان نویسنده خودش همچون آندره ژید و ژان اسکلمبرگر پایه‌گذاری کرد. سپس مدرسه تئاتری ای را مطابق با سلیقه تئاتری خود احداث کرد که در آن پیشرفت تئاتری از میان تمرین با بازیگران حاصل می‌شد. تئاتر قرن بیستم در فرانسه با نظریات کوپو شناخته می‌شود. آلبر کامو بدون اغراق می‌گوید: «تاریخ تئاتر در فرانسه به دو بخش تقسیم می‌شود، پیش از کوپو و بعد از کوپو»

## اویل زندگی و سالهای شکل گیری
کوپو که فرزند یک خانواده نسبتاً مرفه بود در پاریس رشد کرد و جذب بهترین مدارس شد. در مدرسه Lycée Condorcet او بسیار با استعداد بود اما سهل انگار و و شیفته تئاتر. اولین اجرای صحنه‌ای او به نام مه صبحگاهی در ۲۷ مارس ۱۸۹۷ در تئاتر نو به عنوان بخشی از فستیوال فارغ التحصیلان Lycée Condorcet اجرا شد. رئیس‌جمهور پیشین جمهوری فرانسه، کاسمیر پریر و نمایشنامه‌نویس شهیر جورج دپورتو ریچه هر دو او را به خاطر اجرای زیبای کار مورد تحسین قرار دادند. در خلال همین ایان زمانیکه کوپو آماده گرفتن دیپلم خود می‌شد، با اگنس تامسن آشنا شد، زن جوان دانمارکی، که برای تکمیل فرانسه خود به پاریس آمده بود و ۷ سال از او بزرگتر بود. اولین ملاقات آن‌ها مربوط به ۱۳ مارس ۱۹۸۶ می‌شود یعنی زمانیکه کوپو ۱۷ ساله بود و کوپو سریعاً عاشق او شد. کوپو بلافاصله پس از فارغ شدن از امتحانات، مشغول به تحصیل فلسفه در سوربن شد، اما علاقه او به تئاتر، مطالعات جنبی او و معاشقه او با اگنس زمان کمی برای مطالعه رشته خودش را برای او می‌گذاشت و از این رو با وجو تلاش بسیار او، نتوانست لیسانس خود را بگیرد. در سال ۱۹۰۲ او برخلاف آرزوی مادرش در کپنهاگ با اگنس ازدواج کرد. اولین فرزند آن‌ها در ۲ دسامبر ۱۹۰۲ به دنیا آمد.
در آوریل ۱۹۰۳ این خانواده جوان به فرانسه بازگشت و در مزرعه‌ای اشتراکی مشغول به کار شد. در همین زمان او دوباره خودش را در میان گروه کوچکی از نویسندگان انداخت که از جمله آن‌ها می‌توان از آندره ژید نام برد. سپس به پارس نقل مکان کرد و به عنوان منتقد صاحبنظری با بسیاری از انتشارات همکاری می‌کرد. با بازگشت به پارس در سال ۱۹۰۵، کوپو کار تئاتری خود را به عنوان منتقد و نوشتن نقد برای نمایشهایی همچون خانه عروسک هنریک ایبسن و تألیفاتی پیرامون ساختار تئاتر معاصر پیگیری می‌کرد. در اواسط آوریل، فرزند دوم آن‌ها هدویگ، به دنیا آمد در ژولای ۱۹۰۵ او به عنوان نویسنده کاتالوگ و برپاکننده نمایشگاه در گالری جرج پتیت مشغول به کار شد و تا سال ۱۹۰۹ در آنجا مشغول به کار بود. در همین زمان به نگارش نقد و مقاله نیز مشغول بود که باعث شده بود اعتباری در این زمینه کسب کند.